# Lamborghini Temerario
Lamborghini Temerario är en sportbil som den italienska biltillverkaren Lamborghini presenterade i augusti 2024.
Temerario är Lamborghinis första sportbil med turbomotor. Det är en V8-motor på 4,0 liter som levererar 800 hk och 730 Nm. Den har kompletterats med tre stycken elmotorer på 110 kW var, en monterad på växellådan bak och en på vardera framhjulet. Den sammanlagda systemeffekten ligger på 920 hk. Batteriet har en kapacitet på 3,8 kWh. Accelerationen från 0 - 100 km/h går på 2,7 s och toppfarten uppges till 343 km/h.